# H-1号州际公路
H-1号州际公路（Interstate H-1）是美国夏威夷州最长、最繁忙的州际公路。该高速公路位于瓦胡岛。尽管序号为奇数，但这是一条东西向的高速公路；“H”系列公路（夏威夷）的编号反映了路线获得拨款和建设的顺序。H-1公路从卡波利的夏威夷93号公路（法灵顿高速）起，至卡哈拉的夏威夷72号公路（卡拉尼安奥乐高速公路）止。檀香山的中街以东（出口19A）路段，也被称为卢纳利洛高速公路，以前夏威夷国王的名字命名，有时在檀香山中心的旧标志牌上也会这样标识。中街以西路段，也被称为女王利留卡尼拉高速公路，以前夏威夷女王的名字命名；该名称显示在一些地图上。这条公路是美国最南和最西的有编号的州际公路。

## 路线描述

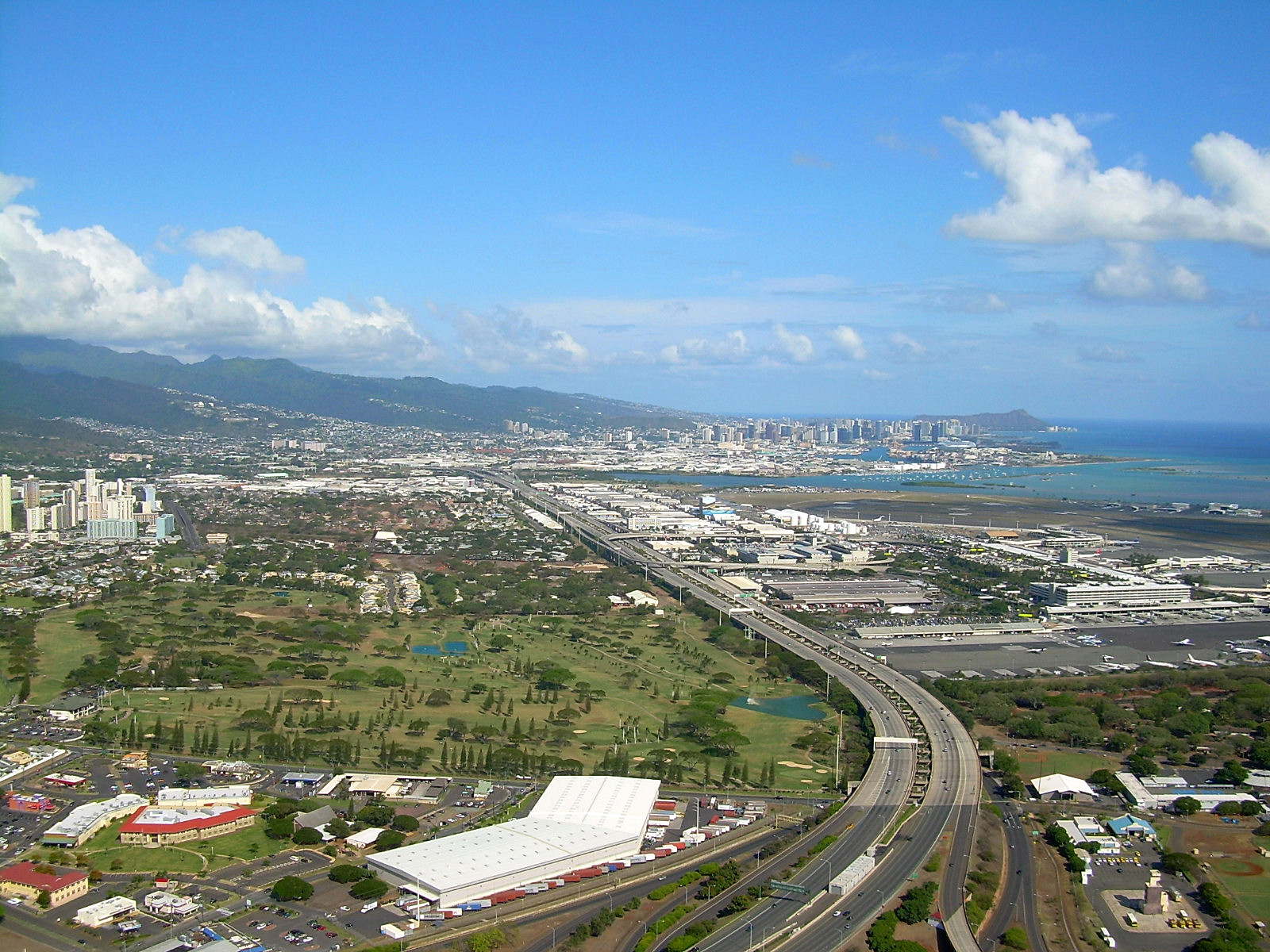
从丹尼尔·井上国际机场飞往檀香山市中心的H-1公路鸟瞰图（向东看）

H-1公路的起点位于卡波雷镇的坎贝尔工业园区附近。此处以西为夏威夷93号公路（法灵顿高速公路），一直延伸至怀厄奈。高速公路一路向东延伸，穿过马卡基洛社区，直至750号公路（库尼亚营地以北）和76号公路（埃瓦海滩以南）。
之后，H-1公路继续沿着怀帕胡北部行驶约3英里（4.8），并与H-2号州际公路交会。然后继续向东穿过珍珠城和阿伊亚镇，行驶约5英里（8.0），来到哈拉瓦立交桥，在此处与H-3号州际公路和H-201号州际公路交汇。然后高速公路向南延伸2英里（3.2） ，然后在希卡姆空军基地和珍珠港出口后转向东行驶。在此处，高速公路在92号公路（尼米兹高速公路）上方高架延伸，经过丹尼尔·井上国际机场北侧。

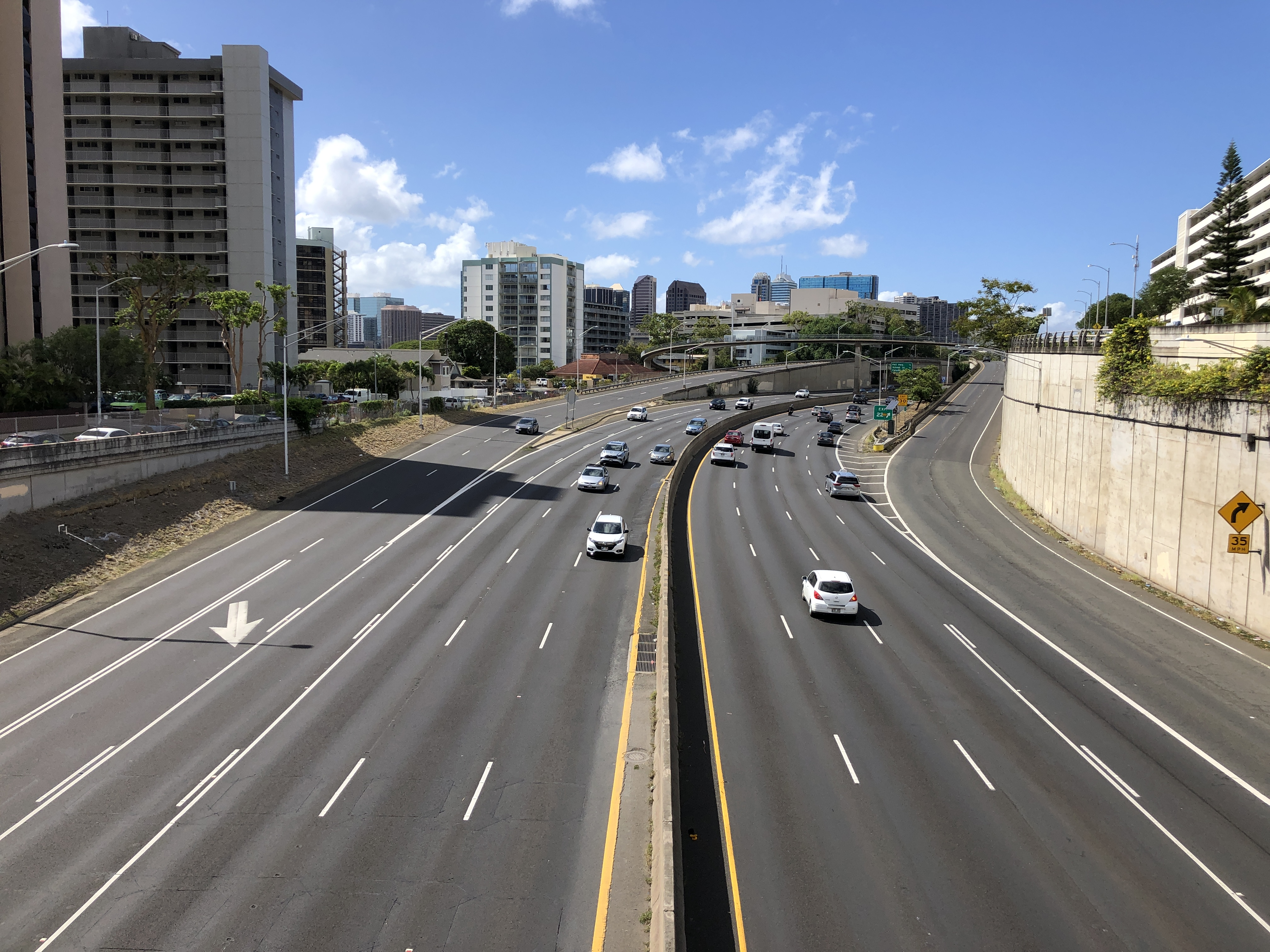
从檀香山市中心附近的沃德大道观看H-1公路西行线路

在经过机场出口后2英里（3.2）处，在18A出口处有三条车道引导车流进入尼米兹高速公路，向怀基基方向前行，在半英里（0.80）之后，剩余的两车道急转向南，和H-201州际公路的东段交会。
从这里开始，H-1公路沿着一系列地下通道和高架桥穿过檀香山市。H-1公路终点在檀香山的卡哈拉区，靠近卡哈拉购物中心，72号公路（卡拉尼安奥乐高速公路）终点。